# Detlef Bernd Blettenberg

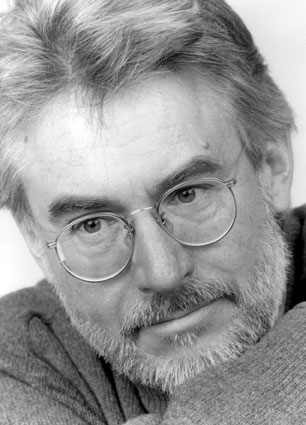
D. B. Blettenberg, 2003

Detlef Bernd Blettenberg (* 13. Oktober 1949 in Wirges) ist ein deutscher Schriftsteller.

## Leben
Blettenberg war mehr als zwei Jahrzehnte als Entwicklungshelfer in Übersee tätig. Er lebte in Ecuador, Thailand, Nicaragua und Ghana, bereiste Lateinamerika, Asien, Afrika und Arabien. Seit 1978 lebt und arbeitet Blettenberg, wenn nicht in Übersee, in Berlin. Seit 1994 ist er als freier Schriftsteller tätig.

## Ehrungen und Auszeichnungen
- 1981 Edgar-Wallace-Preis für Weint nicht um mich in Quito
- 1989 Deutscher Krimi Preis – National 1. Platz für Farang
- 1995 Deutscher Krimi Preis – National 1. Platz für Blauer Rum
- 2004 Deutscher Krimi Preis – National 1. Platz für Berlin Fidschitown
- 2011 Deutscher Krimi Preis – National 3. Platz für Murnaus Vermächtnis

## Werke (Auswahl)
Romane
- Weint nicht um mich in Quito. Goldmann, München 1981, ISBN 3-442-05611-X (NA, Ullstein, Frankfurt/M. 1990, ISBN 3-548-22001-0)
- Agaven sterben einsam. Goldmann, München 1982, ISBN 3-442-05631-4
- Barbachs Bilder. Ullstein, Frankfurt/a. M., Berlin, Wien 1984, ISBN 3-548-10280-8 (NA, Schweizer Verlagshaus, Zürich 1996, ISBN 3-7263-6707-1)
- Siamesische Hunde. Ullstein, Frankfurt/a. M., Berlin, Wien 1987, ISBN 3-550-06138-2 (NA, Pendragon-Verlag, Bielefeld 2003, ISBN 3-934872-50-6)
- Farang. Ullstein, Frankfurt/a. M., Berlin, Wien 1988, ISBN 3-550-06417-9 (NA, Pendragon-Verlag, Bielefeld 2004, ISBN 3-934872-94-8)
- Blauer Rum. Schweizer Verlagshaus, Zürich 1994, ISBN 3-7263-6676-8 (NA, Maro-Verlag, Augsburg 2002, ISBN 3-87512-702-1)
- Harte Schnitte. Schweizer Verlagshaus, Zürich 1995, ISBN 3-7263-6694-6 (NA, Pendragon-Verlag, Bielefeld 2005, ISBN 3-86532-009-0)
- Null Uhr Managua. Volk und Welt, Berlin 1997, ISBN 3-353-01106-4 (NA, Pendragon-Verlag, Bielefeld 2006, ISBN 3-86532-030-9)
- Berlin Fidschitown. Pendragon-Verlag, Bielefeld 2003, ISBN 3-934872-56-5.
- Land der guten Hoffnung. Pendragon-Verlag, Bielefeld 2006, ISBN 978-3-86532-042-1.
- Murnaus Vermächtnis. Roman. DuMont, Köln 2010, ISBN 978-3-8321-9537-3.
- Victoria Falls. dp Digital Publishers, Stuttgart 2016, ISBN 978-3-96087-043-2.
- Bis zum späten Morgen. dp Digital Publishers, Stuttgart 2016, ISBN 978-3-96087-045-6.
- Falken jagen. Pendragon, Bielefeld 2018, ISBN 978-3-86532-620-1.

Kettenromane
- Eine böse Überraschung. Kettenroman. Rowohlt, Reinbek 1998 (zusammen mit Gisbert Haefs, Frank Göhre, Janwillem van de Wetering u. a.).
- Hotel Terminus. Kettenroman. Aufbau-Verlag, Berlin 2005 (zusammen mit Horst Eckert, Jürgen Alberts u. a.).

Sammelbände
- Blut für Bolívar. Pendragon-Verlag, Bielefeld 2005, ISBN 3-86532-024-4 (beinhaltet die Titel „Weint nicht um mich in Quito“ und „Agaven sterben einsam“).

Reportagen und Erzählungen
- Inka grollt und Buddha lächelt. Reportagen. Ullstein, Frankfurt/M. 1988, ISBN 3-548-36564-7.
- Victoria Falls. Erzählung. Schweizer Verlagshaus, Zürich 1995, ISBN 3-7263-6685-7.
- Bis zum späten Morgen. Stories. Schweizer Verlagshaus, Zürich 2005, ISBN 3-7263-6677-6.

Drehbücher
- Detlev Buck (Regie): Der Elefant vergisst nie. 1996.
- Peter Keglevic (Regie): Vickys Alptraum. 1998 (zusammen mit Georg Geiger).
- Wolfgang Henschel (Regie):  Whiteface  (frei nach Edgar Wallace).
- Werner Masten (Regie): Die Straßen von Berlin – Blutwurst und Weißwein. 1999.
- Peter Keglevic (Regie): Falling Rocks. 2000 (zusammen mit Ron Peer und Timothy Tremper).

## Verfilmungen
- Bangkok Story (alternativer Titel Killing Drugs), 1989, Regie: Rolf von Sydow (nach Blettenbergs Roman Siamesische Hunde).